# Propofol
Il propofol è un farmaco usato nel campo dell'anestesia. È un agente ipnotico, a breve durata d'azione, che viene somministrato per via endovenosa.
Il farmaco viene spesso utilizzato dagli anestesisti come principale agente di induzione dell'anestesia generale, nonché per il suo mantenimento e per altre procedure che richiedono sedazione, e trova anche largo impiego in campo veterinario.
Il propofol viene commercializzato da numerose altre società farmaceutiche come medicinale equivalente. Il nome della molecola deriva da una contrazione del nome IUPAC 2,6,-diisopropilfenolo. Si tratta difatti di una molecola di fenolo, con due gruppi funzionali isopropilici.
Chimicamente il propofol non è correlato ai barbiturici e ha ampiamente sostituito il tiopentale sodico per l'induzione dell'anestesia: questo perché il recupero da propofol è più rapido e "lineare" se confrontato con quello da tiopentale.
Il propofol non svolge anche il ruolo di analgesico, pertanto per alleviare o annullare il dolore va usato in associazione a sostanze con attività antidolorifica (come ad esempio gli oppioidi).
L'aspetto del propofol è lattiginoso (simile a quello proprio di alcune emulsioni di grassi usate per la nutrizione parenterale), anche a causa della presenza di solfatidi d'uovo, i quali accorciano notevolmente la vita del prodotto una volta aperto il flacone. Questo, insieme con gli effetti amnesici, è il motivo per cui il propofol è anche chiamato, colloquialmente, "Milk of amnesia" (letteralmente "Latte dell'amnesia"), un gioco di parole con "Milk of magnesia", ossia il latte di magnesia.

## Storia
Nel 1972 il medico veterinario John B. Glen iniziò a lavorare nell'azienda farmaceutica ICI (oggi AstraZeneca) e nel 1973 il team di ricerca da lui guidato scoprì attraverso esperimenti sui topi da laboratorio un nuovo prodotto che presentava ottime proprietà sedative accompagnate da minori effetti collaterali rispetto al farmaco di sedazione di riferimento all'epoca, che era il tiopentale. Sebbene il propofol avesse la proprietà di non accumularsi nel corpo, permettendo quindi multiple somministrazioni, il rilascio della sostanza nelle sue prime formulazioni innescava una serie di reazioni anafilattiche, che mettevano a serio rischio la salute dei pazienti. Lavorando insieme ai chimici dell'ICI riuscì a progettare un'emulsione (utilizzando olio di soia) che fosse in grado di produrre sedazione senza innescare effetti collaterali dannosi; ciò fu ampiamente verificato da esperimenti prima sugli animali e poi sull'essere umano. Nel 1986 il propofol ottenne regolare approvazione per utilizzo clinico nel Regno Unito.

## Composizione
Di aspetto lattescente, il propofol è un composto alchilfenolico e quindi insolubile in acqua.
Un effetto collaterale frequente dopo somministrazione prolungata è la colorazione verde delle urine. Il colore è dovuto a un cromoforo fenolico verde che è coniugato nel fegato ed escreto nelle urine.

## Farmacocinetica
La molecola si caratterizza per l'elevata lipofilia, che le rende possibile distribuirsi rapidamente in tutti i tessuti biologici dell'organismo e nel sistema nervoso centrale.
Inizialmente le concentrazioni più elevate si riscontrano negli organi ampiamente perfusi (a esempio il cervello), quindi anche in altri organi come il tessuto muscolare e infine quello adiposo. La condizione di equilibrio tra sangue e liquor si verifica entro circa 2-3 minuti. Il legame con le proteine plasmatiche, indipendente dalla concentrazione del farmaco, è pari a circa il 95-99%. La molecola si lega principalmente all'albumina e all'emoglobina.
Propofol oltrepassa la barriera placentare.
Propofol viene rapidamente e ampiamente metabolizzato dal fegato, attraverso un processo di coniugazione, in particolare per opera degli isoenzimi CYP2B6 e in misura minore da CYP2C9.
L'alta clearance è superiore allo stesso flusso di sangue al fegato. Questo fatto ha suggerito che propofol possa essere metabolizzato anche a livello di altri organi, tra cui il polmone.
La molecola viene escreta dall'organismo principalmente per via urinaria, come solfato o derivati glucuronati. Meno del 2% di una dose viene eliminata tramite le feci. Dopo infusione endovenosa l'emivita di eliminazione è variabile tra i 277 e i 403 minuti.
Nei pazienti geriatrici la clearance può essere ridotta, forse a causa del ridotto metabolismo epatico. L'insufficienza renale cronica o la cirrosi epatica non sembrano influenzare in modo significativo la farmacocinetica di propofol.

## Farmacodinamica
Si ritiene che propofol possa avere diversi meccanismi d'azione. In particolare sembra possa determinare una modulazione positiva della funzione inibitoria dell'acido gamma-amminobutirrico(GABA) attraverso i recettori GABA A, rallentando in questo modo il tempo di chiusura del canale, agendo inoltre come bloccante dei canali del sodio.
Recenti ricerche hanno inoltre suggerito che il sistema cannabinoide endogeno possa contribuire in modo significativo all'azione anestetica del propofol e delle sue proprietà uniche.
Studi contemplanti il monitoraggio elettroencefalografico in soggetti in anestesia generale da propofol hanno dimostrato che il farmaco riduce la capacità del cervello di integrare le informazioni neurali e ciò in modo più marcato nella banda gamma dell'EEG.
A seguito di una singola somministrazione per via endovenosa propofol determina una rapida perdita di coscienza (misurata come perdita di risposta al comando vocale). L'insorgenza d'azione è estremamente rapida e mediamente si aggira infatti intorno ai 15-30 secondi. La durata di azione di solito varia tra i 5 e i 10 minuti. La maggior parte dei pazienti tende a risvegliarsi allorché le concentrazioni di propofol nel sangue scendono intorno a 1 µg/mL. Il miglioramento delle prestazioni psicomotorie (risposta del paziente al comando verbale) di solito si verifica con concentrazioni inferiori a 0,5 µg/mL. La durata dell'anestesia è variabile e spesso in funzione della dose utilizzata e di altri medicamenti co-somministrati. Mediamente si aggira intorno ai 10 minuti, potendo prolungarsi fino a un'ora. Il paziente si risveglia dall'anestesia in genere in modo rapido e lucido. L'apertura degli occhi diviene possibile entro una decina di minuti.
Dosi anestetiche del farmaco possono aumentare la resistenza vascolare cerebrale e diminuire il flusso sanguigno cerebrale, nonché il metabolismo cerebrale di ossigeno e glucosio. Le stesse dosi sembra possano diminuire lievemente la pressione intracranica in pazienti sottoposti a chirurgia intracranica così come in quei soggetti sottoposti a sedazione in una terapia intensiva.
Nel 2013, grazie a delle tecniche di photolabeling, ricorrendo a un derivato della diazirina, è stato identificato un sito di legame per propofol sui recettori GABAA dei mammiferi.
È stato inoltre dimostrato come il propofol sia in grado di proteggere lo ialuronano della sinovia dalla depolimerizzazione. Ciò potrebbe aprire la strada ad altre applicazioni cliniche.

### Interazioni
- Anestetici per via inalatoria: alotano, isoflurano e altre molecole possono incrementare le concentrazioni plasmatiche di propofol.
- Sostanze depressive il SNC: benzodiazepine, oppiacei e anestetici per via inalatoria aumentano l'effetto sedativo e anestetico, nonché l'azione depressiva cardiorespiratoria propria di propofol.
- Midazolam: ha effetti sinergici con propofol (probabilmente dovuti alla interazione col recettore GABAA nel cervello), nell'induzione di anestesia e sedazione. La co-somministrazione determina un incremento delle concentrazioni plasmatiche di midazolam nell'ordine del 20%.
- Agonisti degli oppiacei (fentanil, alfentanil, sufentanil): le concentrazioni degli oppiacei aumentano del 10–20%. Le concentrazioni ematiche di propofol possono aumentare di circa il 20%, in particolare con alfentanil. Le variazioni delle concentrazioni ematiche di propofol e oppiacei è improbabile che siano clinicamente importanti. La sedazione e l'analgesia sono certamente più marcate con la combinazione di due farmaci. L'associazione può anche comportare marcata bradicardia, in particolare nel paziente pediatrico.

## Utilizzo clinico in anestesia

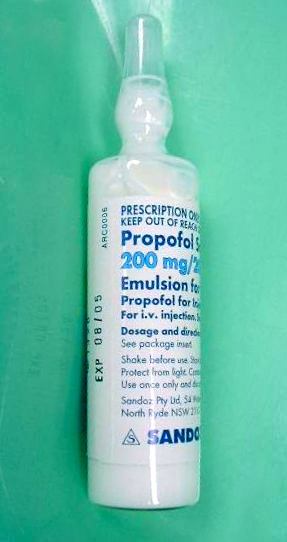
Ampolla da 20 mL di emulsione 1% di propofol.

Propofol è un farmaco molto versatile. Può essere somministrato per sedazione breve o prolungata oltre che per l'anestesia generale. Il suo utilizzo non è associato a nausea, come spesso accade con gli oppioidi e gli anestetici alogenati.
Le sue caratteristiche di rapida insorgenza d'azione e di rapido recupero, insieme con i suoi effetti amnesici, lo hanno portato a un'ampia diffusione per la sedazione e l'anestesia.
Gli effetti amnesici indotti da propofol sembrano comunque inferiori a quelli determinati da molte benzodiazepine e in particolare da midazolam.
Come agente d'induzione in un'anestesia mantenuta con anestetici volatili, propofol permette di abbreviare i tempi dell'induzione e di evitare la iniziale fase eccitatoria che spesso si accompagna all'impiego di anestetici volatili.
Rispetto agli anestetici barbiturici, come il tiopental sodico, ha tra i vantaggi una più breve emivita e un minore accumulo nel tessuto adiposo, che lo rendono più maneggevole dati i più rapidi tempi di risveglio al termine della sua infusione.
Nelle tecniche TIVA e TCI viene utilizzato come unico agente ipnotico per il mantenimento dell'anestesia generale; a bassi dosaggi può essere utilizzato per mantenere una sedazione, ponendo attenzione al suo considerevole effetto di depressione respiratoria, che può facilmente culminare con un arresto della respirazione spontanea se vengono somministrati contemporaneamente analgesici oppioidi come morfina, fentanil o remifentanil.

## Effetti collaterali e indesiderati
Studi clinici effettuati su migliaia di pazienti hanno evidenziato che effetti collaterali da propofol si manifestano in una percentuale pari a circa il 10% dei soggetti sottoposti ad anestesia, mentre circa l'1% mostra effetti avversi seri consistenti in ipotensione, nausea e vomito e marcata bradicardia.
Depressione del respiro e apnea marcata si verificano costantemente durante la fase di induzione dell'anestesia generale; quest'effetto è tuttavia desiderabile per poter incominciare la ventilazione meccanica.  Il principale effetto avverso di natura cardiovascolare durante l'induzione dell'anestesia è certamente l'ipotensione: la pressione sistolica e diastolica si riducono di circa il 30%.
I soggetti con preesistente compromissione della funzione miocardica, riduzione della volemia oppure segni di sepsi sembrano essere molto più suscettibili nello sviluppare quest'effetto avverso. I pazienti pediatrici nei quali venga contemporaneamente somministrato del fentanil possono sviluppare (molto raramente) bradicardia, asistolia e arresto cardiaco. Per tale motivo i pazienti sedati devono essere attentamente e continuamente monitorati, data la possibilità di sviluppo di ipotensione e bradicardia, così come di effetti avversi respiratori (a esempio, apnea, ostruzione delle vie aeree o riduzione della saturazione arteriosa di ossigeno).
Questi effetti avversi sono molto più probabili in seguito a una rapida somministrazione endovenosa (bolo endovenoso), in particolare nei soggetti debilitati, nei grandi anziani oppure nei pazienti in classe ASA di III o IV.
Uno degli effetti collaterali più frequenti correlati alla somministrazione di propofol è il dolore durante l'iniezione, soprattutto nelle vene più piccole. Anche se il miglior intervento per prevenire questo dolore resta sconosciuto, sembra che esso possa essere mitigato dal pretrattamento con lidocaina. Trombosi e flebiti sono riportate molto raramente.
I pazienti mostrano una grande variabilità nella risposta al propofol. Esistono pazienti che vanno incontro a una profonda sedazione a seguito dell'assunzione di dosi modeste di farmaco. Un effetto collaterale più grave, ma fortunatamente raro, è la distonia. Il farmaco sembra essere dotato sia di attività anticonvulsivante sia di effetti motori di tipo eccitatorio, a esempio scosse tonico-cloniche, lievi movimenti mioclonici e talvolta opistotono. 
In letteratura medica sono stati segnalati diversi casi di pazienti che hanno sviluppato brividi, febbre e artro-mialgie diffuse poco dopo aver ricevuto propofol endovena per la sedazione o l'anestesia generale.  Questi sintomi si sono sviluppati entro 6-18 ore dalla somministrazione di propofol e sono perdurati fino a 3 giorni dopo.
Propofol, contrariamente ad altre molecole, non è stato associato a casi di ipertermia maligna e il suo utilizzo è stato considerato sicuro nei soggetti affetti da porfiria.
In alcuni soggetti l'utilizzo di propofol può determinare la comparsa di priapismo.
Sintomi da astinenza, come per esempio l'ansia, l'agitazione, l'insonnia e la difficoltà di concentrazione, che in qualche modo possono suggerire una dipendenza fisica, si riscontrano molto raramente.

### Sindrome da infusione di propofol
È stato descritto un altro raro, ma grave, effetto collaterale: la sindrome da infusione di propofol. Si tratta di uno squilibrio metabolico potenzialmente letale, che è stato segnalato in particolare in pazienti in condizioni critiche dopo un'infusione prolungata e ad alto dosaggio di propofol, usato in combinazione con catecolamine e/o corticosteroidi e in caso di un basso apporto di carboidrati.
Le caratteristiche cliniche della sindrome comprendono aritmie (bradicardia, fibrillazione atriale, tachicardia sopraventricolare e ventricolare, blocco di branca, asistolia), acidosi metabolica, lipemia, insufficienza cardiaca, insufficienza renale, rabdomiolisi sia dei muscoli scheletrici sia del muscolo cardiaco, mioglobinuria e morte.

## Uso ricreativo
Esiste un'ampia letteratura che attesta l'utilizzo di propofol per scopi ricreativi. Il farmaco sembra determinare stato di euforia, allucinazioni e disinibizione. Nel caso di assunzione ripetuta e cronica si può sviluppare dipendenza, in particolare di tipo psichico, mentre la dipendenza fisica e i sintomi a essa correlati sono decisamente più rari.
In letteratura medica esistono numerose segnalazioni circa il rischio di dipendenza e abuso di propofol. Talvolta questi abusi portano a morte gli assuntori. Un caso notissimo di morte per intossicazione da Propofol è quello del cantautore e ballerino Michael Jackson, deceduto il 25 giugno 2009 a seguito di una somministrazione eccessiva e male controllata del farmaco da parte del proprio medico personale Conrad Murray. Nella gran parte dei casi questi comportamenti da abuso hanno coinvolto operatori sanitari, principalmente medici e infermieri con mansioni di tipo anestesiologico. Una dipendenza di tipo psicologico caratterizzata da un intenso desiderio per la sostanza, perdita di controllo sulla quantità assunta e sulla frequenza di utilizzo è stata riportata in molti casi di abuso di propofol.
L'uso ricreazionale del farmaco è decisamente più frequente tra il personale sanitario (soprattutto medici e infermieri) che ruota intorno alle anestesie, alle terapie intensive e rianimazioni e ai servizi di emergenza: in altre parole, personale che ha un più facile accesso al farmaco. L'abuso sembra essere più facile nel personale sanitario sottoposto a turni stressanti, intervallati solo da brevi periodi di riposo.
In considerazione delle caratteristiche farmacocinetiche e farmacodinamiche di propofol l'abuso si caratterizza come estremamente pericoloso senza un adeguato monitoraggio e può condurre a morte coloro che lo assumono.

## Controindicazioni
Propofol è controindicato nei soggetti con ipersensibilità nota al principio attivo oppure a uno qualsiasi degli eccipienti della formulazione farmaceutica, fornita come un'emulsione uovo-lecitina. Ne consegue la controindicazione ai soggetti con ipersensibilità alle uova, alla soia oppure ai prodotti e derivati di queste sostanze.